# 괄호

위에서부터 대괄호, 중괄호, 소괄호, 홑화살괄호, 꺾은 괄호로 이어진다.

괄호(括弧), 묶음표(-標), 브래킷(영어: bracket)은 숫자, 문자나 문장, 수식의 앞뒤를 막아서 다른 문자열과 구별하는 문장 부호의 하나이자 기호를 말한다. 컴퓨터 과학 분야에서 이 용어는 가끔은 직사각형이나 사각형 형태로 적용된다.
모든 종류의 괄호는 출판에 따라, 또 언어에 따라 달라질 수 있는 타이포그래피 변환에 의거하여 쓰인다. 아래의 설명 가운데 한자 키와의 조합으로 만든 문자열은 전 세계적으로 공통으로 쓰이는 문자열이 아닌 도형으로 쓰이는 문자열 취급된다.

## 종류
아래의 괄호가 문서에서 주로 쓰인다.
- 소괄호(문화어: 반달괄호): ( )
- 대괄호(문화어: 꺾쇠부호): [ ]
- 중괄호: { }
- 화살괄호: 〈 〉 또는 《 》

쿼티 자판이나 두벌식 자판에서는 화살괄호를 제외한 모든 괄호를 바로 입력이 가능하나 세벌식 최종 자판에서는 대괄호, 중괄호를 바로 입력할 수 없다.

### 소괄호
( )
영어로는 parentheses 혹은 brackets 라고 한다.
- 어구나 문장 다음에 설명문이나 추가 사항을 덧붙일 때 쓰인다. 또, 순서를 나열할 때도 쓰인다. 이를테면 1), 2), 3) 또는 가), 나), 다) 이렇게 사용할 수 있다.
- 수식에서는 연산 우선 순위를 지정하거나 바꿀 때 이용한다. 프로그래밍 언어 분야에서도 이와 비슷한 용도로 사용하는 언어가 있다.
- 수학이나 프로그래밍 언어, 함수의 인수를 지정할 때 쓰인다.
- 기하학에서 좌표를 나타낼 때 1좌표의 정의를 나타낸다.
- 행렬을 나타낼 때 사용한다.

##### 컴퓨터 환경
- 일반 컴퓨터 환경(쿼티 및 기타 로마자 자판, 두벌식 자판 등)에서는 직접 ⇧ Shift+위쪽 숫자 9, ⇧ Shift+위쪽 숫자 0를 누름으로써 바로 기호를 입력할 수 있다. 세벌식 최종 자판에서는 (, )를 Shift 없이 바로 입력할 수 있다. (는 쿼티 자판의 [ 자리에, )는 쿼티 자판의 - 자리에 있다.
- 한국어 키보드에서 특수 문자로 사용하려면 ㄴ+漢字를 누른 다음에 기호를 선택할 수 있다.

|  | 기호 ( - 유니코드: U+0028 - 문자 참조: &#40; |  | 기호 ) - 유니코드: U+0029 - 문자 참조: &#41; |

### 중괄호
{ }
영어로는 braces 라고 한다.
- 수식에서 소괄호 ( ) 밖에 또 괄호를 묶을 때 중괄호를 사용한다.
- 집합을 표시할 때에도 중괄호가 사용된다.
- C 언어를 비롯하여 수많은 프로그래밍 언어와 스크립트 언어에서 if 문, for 문 등의 구문과 변수의 로컬 영역을 표현한다.
- 미디어위키를 비롯한 여러 위키위키 소프트웨어의 문법에 틀을 나타내는 데 쓰인다.

##### 컴퓨터 환경
- 컴퓨터 환경에서는 직접 ⇧ Shift+[, ⇧ Shift+]를 누름으로써 바로 기호를 입력할 수 있다.
- 한국어 키보드에서 특수 문자로 사용하려면 ㄴ+漢字를 누른 다음에 기호를 선택할 수 있다.

|  | 기호 { - 유니코드: U+007B - 문자 참조: &#123; |  | 기호 } - 유니코드: U+007D - 문자 참조: &#125; |

### 대괄호
[ ]
영어로는 square brackets 라고 한다.
- 수식에서 소괄호 ( ) 와, 중괄호 { }를 사용하는 동안 그 밖에도 괄호를 묶고 싶을 때 대괄호를 사용한다.
- 과학에서 단위를 기재할 때 사용한다. 이를테면 43.11 [cm]라고 표기할 수 있다.
- 언어학에서 음성을 표기할 때 사용한다. 사전 등에서도 참조할 수 있다.
- C언어를 비롯하여 수많은 프로그래밍 언어나 스크립트 언어에서 배열 요소를 지정하는 데 쓰인다.
- 미디어위키를 비롯한 여러 위키위키 소프트웨어의 문법에 내부 링크나 외부 링크 등을 만드는 데 쓰인다.

##### 컴퓨터 환경
- 컴퓨터 환경에서는 직접 [, ]를 누름으로써 바로 기호를 입력할 수 있다.
- 한국어 키보드에서 특수 문자로 사용하려면 ㄴ+漢字를 누른 다음에 기호를 선택할 수 있다.

|  | 기호 [ - 유니코드: U+005B - 문자 참조: &#91; |  | 기호 ] - 유니코드: U+005D - 문자 참조: &#93; |

### 화살괄호

#### 홑화살괄호
〈 〉
홑화살괄호, 곧 앵글 브래킷은 인용 부호로 활용하며, 문장에서 인용을 알리는 인용부호나 주의를 환기할 때, 또 단행본이 아닌 문건이나 논문 제목을 나타낼 때 사용한다. 한국어의 가로쓰기에서 세로쓰기 괄호인 홑낫표가 사용되던 자리에 동일하게 사용된다. 작은 따옴표 표기 자리에 기입할 수 있다.

##### 컴퓨터 환경
- 일반적인 컴퓨터 환경에서는 직접 입력할 수 없다. ⇧ Shift+,, ⇧ Shift+.로 입력하는 것은 괄호가 아니라 부등호이다.
- 한국어 키보드에서 특수 문자로 사용하려면 ㄴ+漢字를 누른 다음에 기호를 선택할 수 있다.

|  | 기호 〈 - 유니코드: U+3008 - 문자 참조: &#12296; |  | 기호 〉 - 유니코드: U+3009 - 문자 참조: &#12297; |

#### 겹화살괄호
《 》
한국어에서는 일반적인 가로쓰기에서 단행본인 책이나 논문집 제목이나 주요 문건, 인용문을 표현할 때 사용한다. 세로쓰기의 겹낫표를 사용하던 용례와 동일하게 사용한다. 한국어 표기에서 큰 따옴표 자리에 활용할 수 있으며, 프랑스어나 독일어 표기에서 한글 표기와 반대 순서인 '》《' 형태로 큰따옴표처럼 사용한다.

##### 컴퓨터 환경
- 일반적인 컴퓨터 환경에서는 직접 입력할 수 없다.
- 한국어 키보드에서 특수 문자로 사용하려면 ㄴ+漢字를 누른 다음에 기호를 선택할 수 있다.

|  | 기호 《 - 유니코드: U+300A - 문자 참조: &#12298; |  | 기호 》 - 유니코드: U+300B - 문자 참조: &#12299; |

### 낫표
세로쓰기에서 활용하던 문장부호로 여러 이유로 가로쓰기까지 이어졌다. 2020년 기준, 가로쓰기에 익숙한 60대 미만의 대한민국 국민 대부분은 낫표 사용이 불편하다. 하지만, 보수적인 글쓰기를 하는 법원, 국가기관 등에서 여전히 활용한다. 가로쓰기를 기준으로 국민 대부분이 불편해하는 낫표에 대해서 2012년 국립국어원의 문장부호 지침에서 낫표 사용을 중지하고 화살괄호만을 원칙으로 하였으나, 국가기관들의 반발로 2015년 화살괄호와 낫표를 원칙으로 활용할 수 있다고 변경하였다.   

#### 홑낫표
「 」
낫표는 본래 세로쓰기를 위해 사용하던 기호이다. 홑화살괄호와 용례가 같으며 가로쓰기에서는 일반적으로 사용하지 않는다.  홑낫표는 인용부호나 주의를 환기할 때, 또 논문 제목을 나타낼 때 사용한다. 현재는 보수적인 글쓰기를 하는 정부법률 문건이나 학술논문 등에서 일부 사용하며, 학술 논문에서는 점차 사용례가 줄어들고 있다. 일반적인 독서를 위한 한국어 서적에서는 잘 쓰이지 않는다. 다만, 일부 보수적인 글쓰기를 하는 출판사에서 따옴표 대신 사용한다.

##### 컴퓨터 환경
- 일반적인 컴퓨터 환경에서는 직접 입력할 수 없다.
- 한국어 키보드에서 특수 문자로 사용하려면 ㄴ+漢字를 누른 다음에 기호를 선택할 수 있다.

|  | 기호 「 - 유니코드: U+300C - 문자 참조: &#12300; |  | 기호 」 - 유니코드: U+300D - 문자 참조: &#12301; |

#### 겹낫표
『 』 홀낫표에서 바깥 테두리만 표현한 괄호이다. 역시 세로쓰기를 위한 기호이다. 겹화살괄호와 용례가 같으며, 현재 가로쓰기에서는 잘 사용되지 않는다. 단 보수적인 글쓰기를 하는 정부법률 문건이나 학술 논문 등에서 책 제목이나 강조할 때 이 괄호를 사용하거나 큰 따옴표 대신 쓰기도 한다. 학술 논문에서는 점차 사라지는 추세다. 일반적 독서를 위한 한국어 서적에서는 잘 쓰이지 않는다.

##### 컴퓨터 환경
- 일반적인 컴퓨터 환경에서는 직접 입력할 수 없다.
- 한국어 키보드에서 특수 문자로 사용하려면 ㄴ+漢字를 누른 다음에 기호를 선택할 수 있다.

|  | 기호 『 - 유니코드: U+300E - 문자 참조: &#12302; |  | 기호 』 - 유니코드: U+300F - 문자 참조: &#12303; |

### 그 밖의 괄호
이 밖에 "〔 〕", "【 】" 등의 괄호도 있다.

## 유니코드
| 용도                        | 유니코드                                        | 유니코드                                           | SGML/HTML/XML 엔티티              | 샘플                                                |
| --------------------------- | ----------------------------------------------- | -------------------------------------------------- | --------------------------------- | --------------------------------------------------- |
| 범용                        | U+0028                                          | Left parenthesis                                   | &#40; &lparen;                    | (parentheses)                                       |
| 범용                        | U+0029                                          | Right parenthesis                                  | &#41; &rparen;                    | (parentheses)                                       |
| 범용                        | U+005B                                          | Left square bracket                                | &#91;                             | [sic]                                               |
| 범용                        | U+005D                                          | Right square bracket                               | &#93;                             | [sic]                                               |
| 기술/수학 (공통)            | U+003C                                          | Less-than sign                                     | &#60; &lt;                        | <HTML>                                              |
| 기술/수학 (공통)            | U+003E                                          | Greater-than sign                                  | &#62; &gt;                        | <HTML>                                              |
| 기술/수학 (공통)            | U+007B                                          | Left curly bracket                                 | &#123;                            | {round, square, curly}                              |
| 기술/수학 (공통)            | U+007D                                          | Right curly bracket                                | &#125;                            | {round, square, curly}                              |
| 인용 (서양 본문)            | U+00AB                                          | Left-pointing double angle quotation mark          | &#171;                            | «Spanish quote», « French quote » or »German quote« |
| 인용 (서양 본문)            | U+00BB                                          | Right-pointing double angle quotation mark         | &#187;                            | «Spanish quote», « French quote » or »German quote« |
| 인용 (서양 본문)            | U+2039                                          | Single left-pointing angle quotation mark          | &#8249;                           | ‹ x ›                                               |
| 인용 (서양 본문)            | U+203A                                          | Single right-pointing angle quotation mark         | &#8250;                           | ‹ x ›                                               |
| 인용 (서양 본문)            | U+201C                                          | Left double quotation mark                         | &#8220;                           | “English quote”                                     |
| 인용 (서양 본문)            | U+201D                                          | Right double quotation mark                        | &#8221;                           | “English quote”                                     |
| 인용 (서양 본문)            | U+2018                                          | Left single quotation mark                         | &#8216;                           | ‘English quote’                                     |
| 인용 (서양 본문)            | U+2019                                          | Right single quotation mark                        | &#8217;                           | ‘English quote’                                     |
| 인용 (서양 본문)            | U+201A                                          | Single low-9 quotation mark                        | &#8218; &sbquo;                   | ‚German quote‘ or ‚Polish quote’                    |
| 인용 (서양 본문)            | U+201E                                          | Double low-9 quotation mark                        | &#8222; &bdquo;                   | „German quote“ or „Polish quote”                    |
| 바닥 함수와 천장 함수       | U+2308                                          | Left ceiling                                       | &#8968;                           | ⌈ceiling⌉                                           |
| 바닥 함수와 천장 함수       | U+2309                                          | Right ceiling                                      | &#8969;                           | ⌈ceiling⌉                                           |
| 바닥 함수와 천장 함수       | U+230A                                          | Left floor                                         | &#8970;                           | ⌊floor⌋                                             |
| 바닥 함수와 천장 함수       | U+230B                                          | Right floor                                        | &#8971;                           | ⌊floor⌋                                             |
| Quine corners               | U+231C                                          | Top left corner                                    | &#8988;                           | ⌜quasi-quotation⌝ ⌜editorial notation⌝              |
| Quine corners               | U+231D                                          | Top right corner                                   | &#8989;                           | ⌜quasi-quotation⌝ ⌜editorial notation⌝              |
| Quine corners               | U+231E                                          | Bottom left corner                                 | &#8990;                           | ⌞editorial notation⌟                                |
| Quine corners               | U+231F                                          | Bottom right corner                                | &#8991;                           | ⌞editorial notation⌟                                |
| 기술/수학 (전문가용)        |                                                 |                                                    |                                   |                                                     |
| U+207D                      | Superscript left parenthesis                    | &#8317;                                            | X⁽²⁾                              |                                                     |
| U+207E                      | Superscript right parenthesis                   | &#8318;                                            | X⁽²⁾                              |                                                     |
| U+208D                      | Subscript left parenthesis                      | &#8333;                                            | X₍₂₎                              |                                                     |
| U+208E                      | Subscript right parenthesis                     | &#8334;                                            | X₍₂₎                              |                                                     |
| U+239B                      | Left parenthesis upper hook                     | &#9115;                                            | ⎛ ⎜ ⎝ large parentheses ⎞ ⎟ ⎠     |                                                     |
| U+239C                      | Left parenthesis extension                      | &#9116;                                            | ⎛ ⎜ ⎝ large parentheses ⎞ ⎟ ⎠     |                                                     |
| U+239D                      | Left parenthesis lower hook                     | &#9117;                                            | ⎛ ⎜ ⎝ large parentheses ⎞ ⎟ ⎠     |                                                     |
| U+239E                      | Right parenthesis upper hook                    | &#9118;                                            | ⎛ ⎜ ⎝ large parentheses ⎞ ⎟ ⎠     |                                                     |
| U+239F                      | Right parenthesis extension                     | &#9119;                                            | ⎛ ⎜ ⎝ large parentheses ⎞ ⎟ ⎠     |                                                     |
| U+23A0                      | Right parenthesis lower hook                    | &#9120;                                            | ⎛ ⎜ ⎝ large parentheses ⎞ ⎟ ⎠     |                                                     |
| U+23A1                      | Left square bracket upper corner                | &#9121;                                            | ⎡ ⎢ ⎣ large square brackets ⎤ ⎥ ⎦ |                                                     |
| U+23A2                      | Left square bracket extension                   | &#9122;                                            | ⎡ ⎢ ⎣ large square brackets ⎤ ⎥ ⎦ |                                                     |
| U+23A3                      | Left square bracket lower corner                | &#9123;                                            | ⎡ ⎢ ⎣ large square brackets ⎤ ⎥ ⎦ |                                                     |
| U+23A4                      | Right square bracket upper corner               | &#9124;                                            | ⎡ ⎢ ⎣ large square brackets ⎤ ⎥ ⎦ |                                                     |
| U+23A5                      | Right square bracket extension                  | &#9125;                                            | ⎡ ⎢ ⎣ large square brackets ⎤ ⎥ ⎦ |                                                     |
| U+23A6                      | Right square bracket lower corner               | &#9126;                                            | ⎡ ⎢ ⎣ large square brackets ⎤ ⎥ ⎦ |                                                     |
| U+23A7                      | Left curly bracket upper hook                   | &#9127;                                            | ⎧ ⎨ ⎩ large curly brackets ⎫ ⎬ ⎭  |                                                     |
| U+23A8                      | Left curly bracket middle piece                 | &#9128;                                            | ⎧ ⎨ ⎩ large curly brackets ⎫ ⎬ ⎭  |                                                     |
| U+23A9                      | Left curly bracket lower hook                   | &#9129;                                            | ⎧ ⎨ ⎩ large curly brackets ⎫ ⎬ ⎭  |                                                     |
| U+23AB                      | Right curly bracket upper hook                  | &#9131;                                            | ⎧ ⎨ ⎩ large curly brackets ⎫ ⎬ ⎭  |                                                     |
| U+23AC                      | Right curly bracket middle piece                | &#9132;                                            | ⎧ ⎨ ⎩ large curly brackets ⎫ ⎬ ⎭  |                                                     |
| U+23AD                      | Right curly bracket lower hook                  | &#9133;                                            | ⎧ ⎨ ⎩ large curly brackets ⎫ ⎬ ⎭  |                                                     |
| U+23AA                      | Curly bracket extension                         | &#9130;                                            | ⎪                                 |                                                     |
| U+23B0                      | Upper left or lower right curly bracket section | &#9136;                                            | ⎰ ⎱ more curly brackets ⎱ ⎰       |                                                     |
| U+23B1                      | Upper right or lower left curly bracket section | &#9137;                                            | ⎰ ⎱ more curly brackets ⎱ ⎰       |                                                     |
| U+23B4                      | Top square bracket                              | &#9140;                                            | ⎴ horizontal square ⎶ brackets ⎵  |                                                     |
| U+23B5                      | Bottom square bracket                           | &#9141;                                            | ⎴ horizontal square ⎶ brackets ⎵  |                                                     |
| U+23B6                      | Bottom square bracket over top square bracket   | &#9142;                                            | ⎴ horizontal square ⎶ brackets ⎵  |                                                     |
| U+23B8                      | Left vertical box line                          | &#9144;                                            | ⎸boxed text⎹                      |                                                     |
| U+23B9                      | Right vertical box line                         | &#9145;                                            | ⎸boxed text⎹                      |                                                     |
| U+23DC                      | Top parenthesis                                 | &#9180;                                            | ⏜ horizontal parentheses ⏝        |                                                     |
| U+23DD                      | Bottom parenthesis                              | &#9181;                                            | ⏜ horizontal parentheses ⏝        |                                                     |
| U+23DE                      | Top curly bracket                               | &#9182;                                            | ⏞ horizontal curly brackets ⏟     |                                                     |
| U+23DF                      | Bottom curly bracket                            | &#9183;                                            | ⏞ horizontal curly brackets ⏟     |                                                     |
| U+23E0                      | Top tortoise shell bracket                      | &#9184;                                            | ⏠ tortoise shell brackets ⏡       |                                                     |
| U+23E1                      | Bottom tortoise shell bracket                   | &#9185;                                            | ⏠ tortoise shell brackets ⏡       |                                                     |
| U+27C5                      | Left s-shaped bag delimiter                     | &#10181;                                           | ⟅...⟆                             |                                                     |
| U+27C6                      | Right s-shaped bag delimiter                    | &#10182;                                           | ⟅...⟆                             |                                                     |
| U+27D3                      | Lower right corner with dot                     | &#10195;                                           | ⟓pullback...pushout⟔              |                                                     |
| U+27D4                      | Upper left corner with dot                      | &#10196;                                           | ⟓pullback...pushout⟔              |                                                     |
| U+27E6                      | Mathematical left white square bracket          | &#10214;                                           | ⟦white square brackets⟧           |                                                     |
| U+27E7                      | Mathematical right white square bracket         | &#10215;                                           | ⟦white square brackets⟧           |                                                     |
| U+27E8                      | Mathematical left angle bracket                 | &#10216; &lang;                                    | ⟨a, b⟩                            |                                                     |
| U+27E9                      | Mathematical right angle bracket                | &#10217; &rang;                                    | ⟨a, b⟩                            |                                                     |
| U+27EA                      | Mathematical left double angle bracket          | &#10218;                                           | ⟪A, B⟫                            |                                                     |
| U+27EB                      | Mathematical right double angle bracket         | &#10219;                                           | ⟪A, B⟫                            |                                                     |
| U+27EC                      | Mathematical left white tortoise shell bracket  | &#10220;                                           | ⟬white tortoise shell brackets⟭   |                                                     |
| U+27ED                      | Mathematical right white tortoise shell bracket | &#10221;                                           | ⟬white tortoise shell brackets⟭   |                                                     |
| U+27EE                      | Mathematical left flattened parenthesis         | &#10222;                                           | ⟮flattened parentheses⟯           |                                                     |
| U+27EF                      | Mathematical right flattened parenthesis        | &#10223;                                           | ⟮flattened parentheses⟯           |                                                     |
| U+2983                      | Left white curly bracket                        | &#10627;                                           | ⦃white curly brackets⦄            |                                                     |
| U+2984                      | Right white curly bracket                       | &#10628;                                           | ⦃white curly brackets⦄            |                                                     |
| U+2985                      | Left white parenthesis                          | &#10629;                                           | ⦅white/double parentheses⦆        |                                                     |
| U+2986                      | Right white parenthesis                         | &#10630;                                           | ⦅white/double parentheses⦆        |                                                     |
| U+2987                      | Z notation left image bracket                   | &#10631;                                           | R⦇S⦈                              |                                                     |
| U+2988                      | Z notation right image bracket                  | &#10632;                                           | R⦇S⦈                              |                                                     |
| U+2989                      | Z notation left binding bracket                 | &#10633;                                           | ⦉x:ℤ⦊                             |                                                     |
| U+298A                      | Z notation right binding bracket                | &#10634;                                           | ⦉x:ℤ⦊                             |                                                     |
| U+298B                      | Left square bracket with underbar               | &#10635;                                           | ⦋underlined square brackets⦌      |                                                     |
| U+298C                      | Right square bracket with underbar              | &#10636;                                           | ⦋underlined square brackets⦌      |                                                     |
| U+298D                      | Left square bracket with tick in top corner     | &#10637;                                           | ⦍ticked square brackets⦐          |                                                     |
| U+2990                      | Right square bracket with tick in top corner    | &#10640;                                           | ⦍ticked square brackets⦐          |                                                     |
| U+298E                      | Right square bracket with tick in bottom corner | &#10638;                                           | ⦏ticked square brackets⦎          |                                                     |
| U+298F                      | Left square bracket with tick in bottom corner  | &#10639;                                           | ⦏ticked square brackets⦎          |                                                     |
| U+2991                      | Left angle bracket with dot                     | &#10641;                                           | ⦑dotted angle brackets⦒           |                                                     |
| U+2992                      | Right angle bracket with dot                    | &#10642;                                           | ⦑dotted angle brackets⦒           |                                                     |
| U+2993                      | Left arc less-than bracket                      | &#10643;                                           | ⦓inequality sign brackets⦔        |                                                     |
| U+2994                      | Right arc greater-than bracket                  | &#10644;                                           | ⦓inequality sign brackets⦔        |                                                     |
| U+2995                      | Double left arc greater-than bracket            | &#10645;                                           | ⦕inequality sign brackets⦖        |                                                     |
| U+2996                      | Double right arc less-than bracket              | &#10646;                                           | ⦕inequality sign brackets⦖        |                                                     |
| U+2997                      | Left black tortoise shell bracket               | &#10647;                                           | ⦗black tortoise shell brackets⦘   |                                                     |
| U+2998                      | Right black tortoise shell bracket              | &#10648;                                           | ⦗black tortoise shell brackets⦘   |                                                     |
| U+29D8                      | Left wiggly fence                               | &#10712;                                           | ⧘...⧙                             |                                                     |
| U+29D9                      | Right wiggly fence                              | &#10713;                                           | ⧘...⧙                             |                                                     |
| U+29DA                      | Left double wiggly fence                        | &#10714;                                           | ⧚...⧛                             |                                                     |
| U+29DB                      | Right double wiggly fence                       | &#10715;                                           | ⧚...⧛                             |                                                     |
| U+29FC                      | Left-pointing curved angle bracket              | &#10748;                                           | ⧼...⧽                             |                                                     |
| U+29FD                      | Right-pointing curved angle bracket             | &#10749;                                           | ⧼...⧽                             |                                                     |
| 하프 브래킷(Half brackets)  | U+2E22                                          | Top left half bracket                              | &#11810;                          | ⸢editorial notation⸣                                |
| 하프 브래킷(Half brackets)  | U+2E23                                          | Top right half bracket                             | &#11811;                          | ⸢editorial notation⸣                                |
| 하프 브래킷(Half brackets)  | U+2E24                                          | Bottom left half bracket                           | &#11812;                          | ⸤editorial notation⸥                                |
| 하프 브래킷(Half brackets)  | U+2E25                                          | Bottom right half bracket                          | &#11813;                          | ⸤editorial notation⸥                                |
| 딩뱃                        | U+2768                                          | Medium left parenthesis ornament                   | &#10088;                          | ❨medium parenthesis ornament❩                       |
| 딩뱃                        | U+2769                                          | Medium right parenthesis ornament                  | &#10089;                          | ❨medium parenthesis ornament❩                       |
| 딩뱃                        | U+276A                                          | Medium flattened left parenthesis ornament         | &#10090;                          | ❪medium flattened parenthesis ornament❫             |
| 딩뱃                        | U+276B                                          | Medium flattened right parenthesis ornament        | &#10091;                          | ❪medium flattened parenthesis ornament❫             |
| 딩뱃                        | U+276C                                          | Medium left-pointing angle bracket ornament        | &#10092;                          | ❬medium angle bracket ornament❭                     |
| 딩뱃                        | U+276D                                          | Medium right-pointing angle bracket ornament       | &#10093;                          | ❬medium angle bracket ornament❭                     |
| 딩뱃                        | U+2770                                          | Heavy left-pointing angle bracket ornament         | &#10096;                          | ❰heavy angle bracket ornament❱                      |
| 딩뱃                        | U+2771                                          | Heavy right-pointing angle bracket ornament        | &#10097;                          | ❰heavy angle bracket ornament❱                      |
| 딩뱃                        | U+276E                                          | Heavy left-pointing angle quotation mark ornament  | &#10094;                          | ❮heavy angle quotation ornament❯                    |
| 딩뱃                        | U+276F                                          | Heavy right-pointing angle quotation mark ornament | &#10095;                          | ❮heavy angle quotation ornament❯                    |
| 딩뱃                        | U+2772                                          | Light left tortoise shell bracket ornament         | &#10098;                          | ❲light tortoise shell bracket ornament❳             |
| 딩뱃                        | U+2773                                          | Light right tortoise shell bracket ornament        | &#10099;                          | ❲light tortoise shell bracket ornament❳             |
| 딩뱃                        | U+2774                                          | Medium left curly bracket ornament                 | &#10100;                          | ❴medium curly bracket ornament❵                     |
| 딩뱃                        | U+2775                                          | Medium right curly bracket ornament                | &#10101;                          | ❴medium curly bracket ornament❵                     |
| 아랍어 (Quranic quotations) | U+FD3E                                          | Ornate left parenthesis                            | &#64830;                          | ﴿قُلْ صَدَقَ ٱللَّهُ﴾‎                                       |
| 아랍어 (Quranic quotations) | U+FD3F                                          | Ornate right parenthesis                           | &#64831;                          | ﴿قُلْ صَدَقَ ٱللَّهُ﴾‎                                       |
| 응코                        | U+2E1C                                          | Left low paraphrase bracket                        | &#11804;                          | ⸜ߒߞߏ⸝‎                                               |
| 응코                        | U+2E1D                                          | Right low paraphrase bracket                       | &#11805;                          | ⸜ߒߞߏ⸝‎                                               |
| 오감                        | U+169B                                          | Ogham feather mark                                 | &#5787;                           | ᚛ᚑᚌᚐᚋ᚜                                              |
| 오감                        | U+169C                                          | Ogham reversed feather mark                        | &#5788;                           | ᚛ᚑᚌᚐᚋ᚜                                              |
| 로바쉬                      | U+2E42                                          | Double low-reversed-9 quotation mark               | &#11842;                          | ⹂                                                   |
| 티베트                      | U+0F3A                                          | Tibetan mark gug rtags gyon                        | &#3898;                           | ༺དབུ་ཅན་༻                                            |
| 티베트                      | U+0F3B                                          | Tibetan mark gug rtags gyas                        | &#3899;                           | ༺དབུ་ཅན་༻                                            |
| 티베트                      | U+0F3C                                          | Tibetan mark ang khang gyon                        | &#3900;                           | ༼༡༢༣༽                                               |
| 티베트                      | U+0F3D                                          | Tibetan mark ang khang gyas                        | &#3901;                           | ༼༡༢༣༽                                               |
| 신약성경 편집 표기          | U+2E02                                          | Left substitution bracket                          | &#11778;                          | ⸂...⸃                                               |
| 신약성경 편집 표기          | U+2E03                                          | Right substitution bracket                         | &#11779;                          | ⸂...⸃                                               |
| 신약성경 편집 표기          | U+2E04                                          | Left dotted substitution bracket                   | &#11780;                          | ⸄...⸅                                               |
| 신약성경 편집 표기          | U+2E05                                          | Right dotted substitution bracket                  | &#11781;                          | ⸄...⸅                                               |
| 신약성경 편집 표기          | U+2E09                                          | Left transposition bracket                         | &#11785;                          | ⸉...⸊                                               |
| 신약성경 편집 표기          | U+2E0A                                          | Right transposition bracket                        | &#11786;                          | ⸉...⸊                                               |
| 신약성경 편집 표기          | U+2E0C                                          | Left raised omission bracket                       | &#11788;                          | ⸌...⸍                                               |
| 신약성경 편집 표기          | U+2E0D                                          | Right raised omission bracket                      | &#11789;                          | ⸌...⸍                                               |
| 중세 연구                   | U+2045                                          | Left square bracket with quill                     | &#8261;                           | ⁅...⁆                                               |
| 중세 연구                   | U+2046                                          | Right square bracket with quill                    | &#8262;                           | ⁅...⁆                                               |
| 중세 연구                   | U+2E26                                          | Left sideways u bracket                            | &#11814;                          | ⸦crux⸧                                              |
| 중세 연구                   | U+2E27                                          | Right sideways u bracket                           | &#11815;                          | ⸦crux⸧                                              |
| 중세 연구                   | U+2E28                                          | Left double parenthesis                            | &#11816;                          | ⸨...⸩                                               |
| 중세 연구                   | U+2E29                                          | Right double parenthesis                           | &#11817;                          | ⸨...⸩                                               |
| 인용 (동아시아 본문)        | U+3014                                          | Left tortoise shell bracket                        | &#12308;                          | 〔...〕                                             |
| 인용 (동아시아 본문)        | U+3015                                          | Right tortoise shell bracket                       | &#12309;                          | 〔...〕                                             |
| 인용 (동아시아 본문)        | U+3016                                          | Left white lenticular bracket                      | &#12310;                          | 〖...〗                                             |
| 인용 (동아시아 본문)        | U+3017                                          | Right white lenticular bracket                     | &#12311;                          | 〖...〗                                             |
| 인용 (동아시아 본문)        | U+3018                                          | Left white tortoise shell bracket                  | &#12312;                          | 〘...〙                                             |
| 인용 (동아시아 본문)        | U+3019                                          | Right white tortoise shell bracket                 | &#12313;                          | 〘...〙                                             |
| 인용 (동아시아 본문)        | U+301A                                          | Left white square bracket                          | &#12314;                          | 〚...〛                                             |
| 인용 (동아시아 본문)        | U+301B                                          | Right white square bracket                         | &#12315;                          | 〚...〛                                             |
| 인용 (동아시아 본문)        | U+301D                                          | Reversed double prime quotation mark               | &#12317;                          | 〝...〞                                             |
| 인용 (동아시아 본문)        | U+301E                                          | Double prime quotation mark                        | &#12318;                          | 〝...〞                                             |
| 인용 (반각 동아시아 본문)   | U+2329                                          | Left-pointing angle bracket                        | &#9001; &lang;                    | 〈deprecated〉                                      |
| 인용 (반각 동아시아 본문)   | U+232A                                          | Right-pointing angle bracket                       | &#9002; &rang;                    | 〈deprecated〉                                      |
| 인용 (반각 동아시아 본문)   | U+FF62                                          | Halfwidth left corner bracket                      | &#65378;                          | ｢ｶﾀｶﾅ｣                                              |
| 인용 (반각 동아시아 본문)   | U+FF63                                          | Halfwidth right corner bracket                     | &#65379;                          | ｢ｶﾀｶﾅ｣                                              |
| 인용 (전각 동아시아 본문)   | U+3008                                          | Left angle bracket                                 | &#12296;                          | 〈한〉                                              |
| 인용 (전각 동아시아 본문)   | U+3009                                          | Right angle bracket                                | &#12297;                          | 〈한〉                                              |
| 인용 (전각 동아시아 본문)   | U+300A                                          | Left double angle bracket                          | &#12298;                          | 《한》                                              |
| 인용 (전각 동아시아 본문)   | U+300B                                          | Right double angle bracket                         | &#12299;                          | 《한》                                              |
| 인용 (전각 동아시아 본문)   | U+300C                                          | Left corner bracket                                | &#12300;                          | 「表題」                                            |
| 인용 (전각 동아시아 본문)   | U+300D                                          | Right corner bracket                               | &#12301;                          | 「表題」                                            |
| 인용 (전각 동아시아 본문)   | U+300E                                          | Left white corner bracket                          | &#12302;                          | 『表題』                                            |
| 인용 (전각 동아시아 본문)   | U+300F                                          | Right white corner bracket                         | &#12303;                          | 『表題』                                            |
| 인용 (전각 동아시아 본문)   | U+3010                                          | Left black lenticular bracket                      | &#12304;                          | 【表題】                                            |
| 인용 (전각 동아시아 본문)   | U+3011                                          | Right black lenticular bracket                     | &#12305;                          | 【表題】                                            |
| 범용 (전각 동아시아)        | U+FF08                                          | Fullwidth left parenthesis                         | &#65288;                          | （Ｗｉｋｉ）                                        |
| 범용 (전각 동아시아)        | U+FF09                                          | Fullwidth right parenthesis                        | &#65289;                          | （Ｗｉｋｉ）                                        |
| 범용 (전각 동아시아)        | U+FF3B                                          | Fullwidth left square bracket                      | &#65339;                          | ［ｓｉｃ］                                          |
| 범용 (전각 동아시아)        | U+FF3D                                          | Fullwidth right square bracket                     | &#65341;                          | ［ｓｉｃ］                                          |
| 기술/수학 (전각 동아시아)   | U+FF1C                                          | Fullwidth less-than sign                           | &#65308;                          | ＜ＨＴＭＬ＞                                        |
| 기술/수학 (전각 동아시아)   | U+FF1E                                          | Fullwidth greater-than sign                        | &#65310;                          | ＜ＨＴＭＬ＞                                        |
| 기술/수학 (전각 동아시아)   | U+FF5B                                          | Fullwidth left curly bracket                       | &#65371;                          | ｛１、２｝                                          |
| 기술/수학 (전각 동아시아)   | U+FF5D                                          | Fullwidth right curly bracket                      | &#65373;                          | ｛１、２｝                                          |
| 기술/수학 (전각 동아시아)   | U+FF5F                                          | Fullwidth left white parenthesis                   | &#65375;                          | ｟...｠                                             |
| 기술/수학 (전각 동아시아)   | U+FF60                                          | Fullwidth right white parenthesis                  | &#65376;                          | ｟...｠                                             |

1. 1 2 3 4  &lang; and &rang; were tied to the deprecated symbols U+2329 and U+232A in HTML4 and MathML2, but are being migrated to U+27E8 and U+27E9 for HTML5 and MathML3, as defined in XML Entity Definitions for Characters.
2. ↑  This is fullwidth version of U+2033 DOUBLE PRIME. In vertical texts, U+301F LOW DOUBLE PRIME QUOTATION MARK is preferred.

## 같이 보기
- 이모티콘
- 문장 부호
- 기메